# Iodmanganes
Iodmanganes (em grego: Ιωδμανγαν(ης); romaniz.: Iōdmangan(ēs)) foi um nobre do século I, ativo durante o reinado do mefe Amazaspo I (r. 106–116). Sua existência é atestada na Estela de Serapitis localizada em Armazi. De acordo com o texto, serviu como epítropo (mestre de cerimônias). Também é dito que era pai de Publício Agripa e esposo de Serapitis, filha de Zeuaques, o Jovem. A inscrição não informa a qual dinastia Iodmanganes pertenceu e Cyril Toumanoff propôs incluí-lo na sugerida dinastia guxárida.